# Enicospilus dubitator
Enicospilus dubitator är en stekelart som först beskrevs av Morley 1912.  Enicospilus dubitator ingår i släktet Enicospilus och familjen brokparasitsteklar. Inga underarter finns listade i Catalogue of Life.